# Tsukasa Hosaka
Tsukasa Hosaka (Kōfu, Prefectura de Yamanashi, Japó, 3 de març de 1937 - 21 de gener de 2018) fou un futbolista i entrenador japonès retirat que arribà a disputar dinou partits amb la selecció japonesa.